# نعومي شيمير
نعومي شيمير Naomi Shemer (بالعبرية: נעמי שמר‏) (13 يوليو 1930 -  يونيو 2004) كانت موسيقية وكاتبة أغاني إسرائيلية رائدة، يشار إليها باعتبارها "السيدة الأولى للأغنية والشعر الإسرائيلي".  
أصبحت أغنيتها " يروشليم شيل زهاف " ("القدس الذهبية")، المكتوبة عام 1967، نشيدًا ثانيًا غير رسمي بعد انتصار إسرائيل في حرب الأيام الستة في ذلك العام والسيطرة على القدس.
حصلت على جائزة إسرائيل للأغنية العبرية في عام 1983. 

## حياتها
ولدت في كيبوتس طبريا، وهو كيبوتس إسرائيلي ساعد والداها في تأسيسه، على شواطئ بحيرة طبريا. وفي الخمسينيات من القرن الماضي، خدمت في فرقة ناحال الترفيهية التابعة لقوات الدفاع الإسرائيلية، ودرست الموسيقى في أكاديمية روبين في القدس، وفي تل أبيب على يد بول بن حاييم، وآبيل إرليخ، وإيلونا فينشي كراوس، وجوزيف تال. 

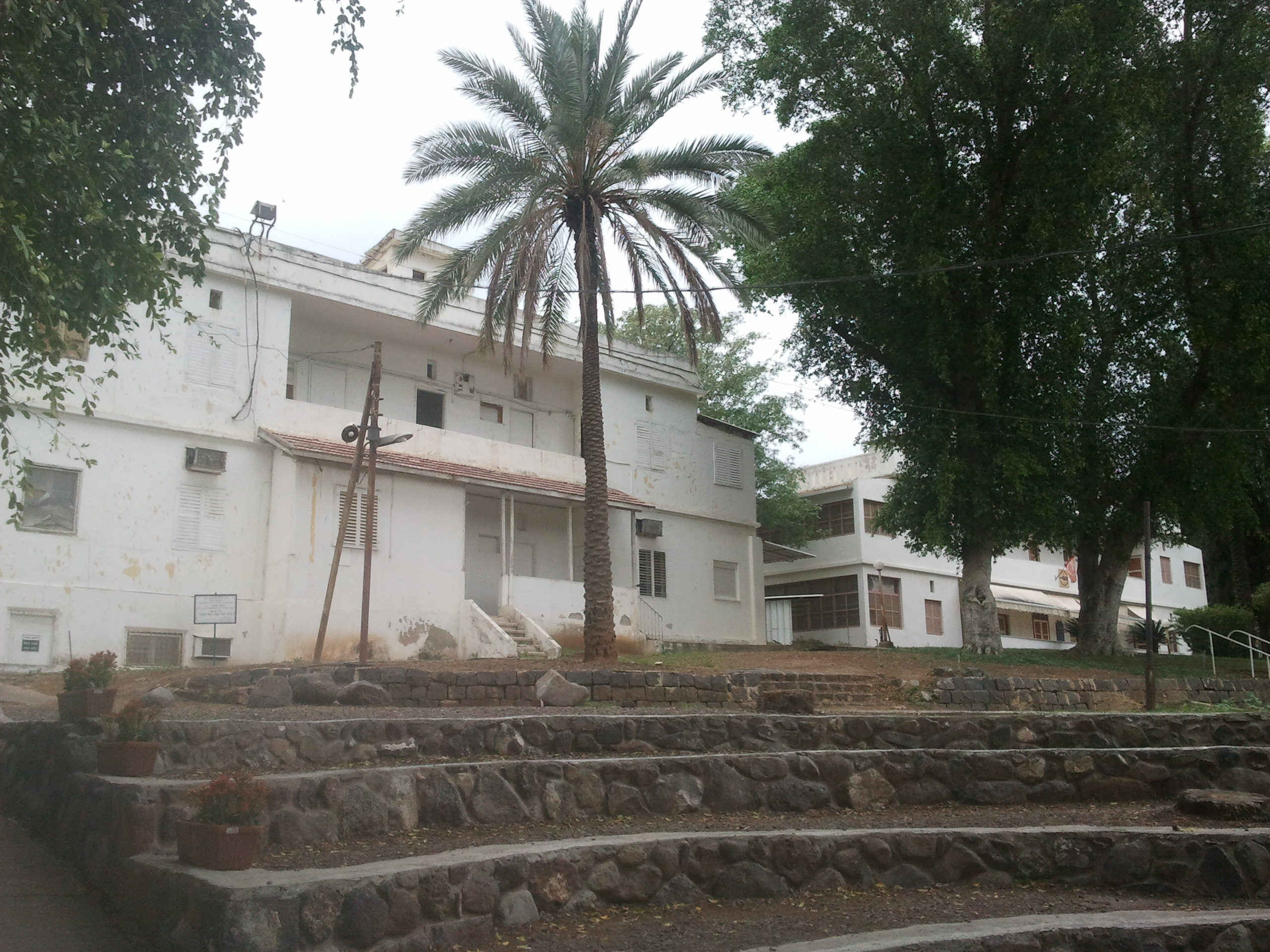
منزل طفولة نعومي شيمير في كيبوتس طبريا. كان هذا أحد المنازل الثلاثة الأولى التي تم بناؤها وسكنها في عام 1929

وبتشجيع من والدتها، بدأت نعومي العزف على البيانو في سن السادسة. وفي عام 1935 عندما كانت نعومي في الخامسة من عمرها، سافرت مع والدتها في زيارة عائلية إلى فيلنا، حيث التقت بخالتها بيرتا، أخت والدها الوحيدة وعائلتها. وقد لقت عمتها وعائلتها حتفهم جميعا في المحرقة.
وبعد أن أنهت دراستها الثانوية، أجلت خدمتها العسكرية رغم معارضة بعض أعضاء الفرقة، وشرعت في دراسة الموسيقى، في البداية في الكونسرفتوار الإسرائيلي في تل أبيب وبعد ذلك في أكاديمية القدس للموسيقى والرقص. وكان من بين معلميها بول بن حاييم وفرانك بيليغ وأبيل إرليخ، وإيلونا فينزي كراوس، وجوزيف تال. وعندما عادت إلى المجموعة بعد دراستها في الأكاديمية، قامت بتعليم أطفال الكيبوتس المهارات الإيقاعية، وكتبت أغانيها الأولى، مثل "البريد وصل اليوم" و"أخونا الصغير" (سجلتها يافا يركوني بعد سنوات في ألبومها "أغاني من بحر الجليل" عن شقيقها يانكالي ).

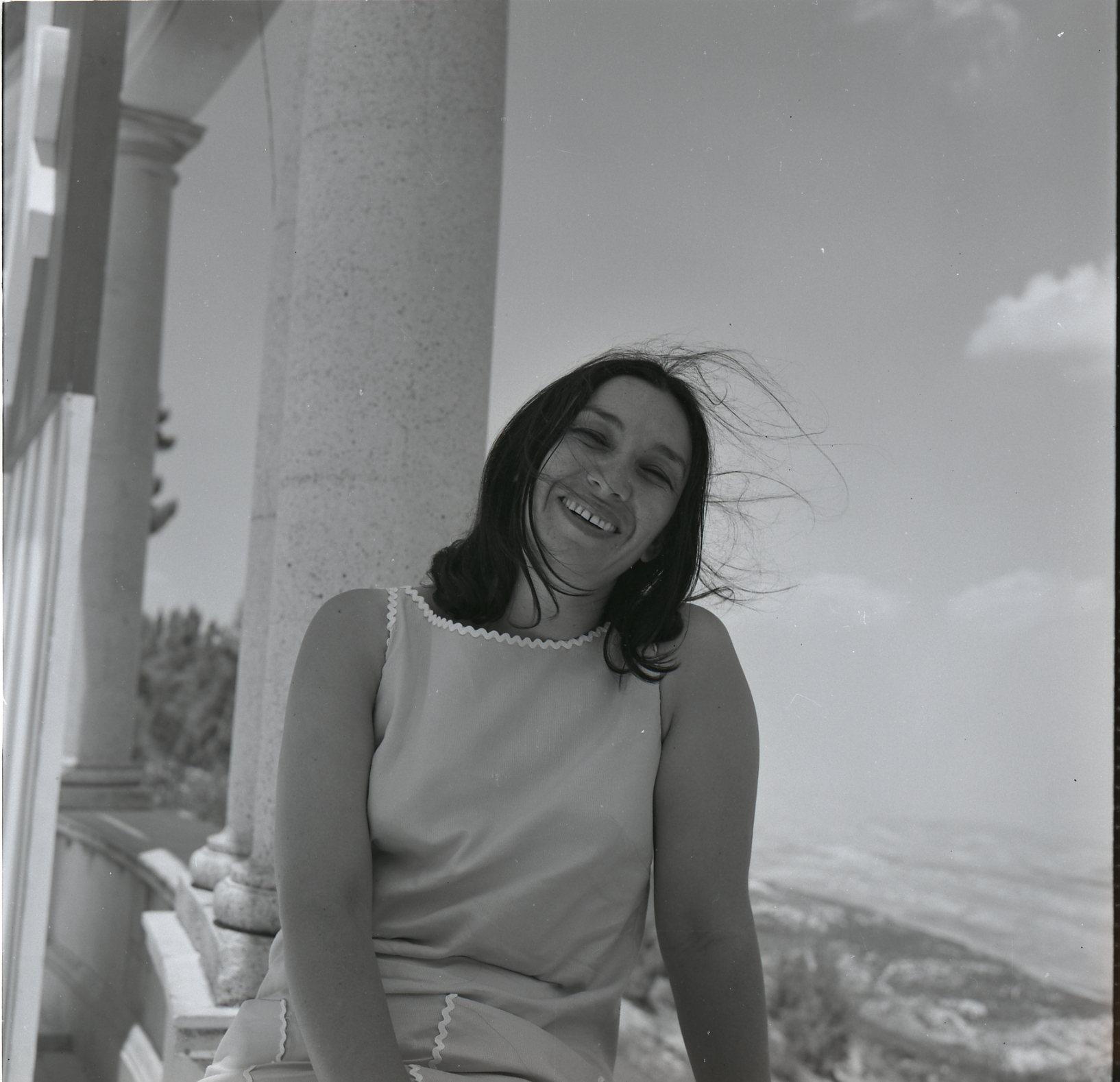
نعومي شيمير

في عام 1951، وبعد تأجيل دام حوالي 4 سنوات، تجندت في جيش الدفاع الإسرائيلي وخدمت في لواء ناحال كعازفة بيانو. وفي عام 1953، التقت بالممثل جدعون شيمير خلال عملها أثناء مناسبة تابعة لحركة الكيبوتسات في نيتزر سيريني. وتزوجا في عام 1954 وأنجبا ابنة.

## تأليف الأغاني
بعد تسريحها من الجيش كتبت شيمير أغاني للمسرح. وتعاونت مع الملحن يوحانان زاراي في المسرحية الموسيقية "بشيتا بكفار" (التي عُرفت لاحقًا باسم "هاميش هاميش" وتعني خمسة - خمسة)، والتي كتبت كلماتها تحت الاسم المستعار إس كارمل. في هذه المسرحية اشتهرت أغنيات مثل "تارنيجول بن جيفر" و"راف هاور فيهاتشيليت" و"شير هبار". وبعد ذلك كتبت ألحان أغنية "هإيكار فيبات هايكار" على مسرح أوهيل. 
عندما دعاها حاييم توبول للكتابة لأول عرض لفرقة "باتزال ياروك"، بدأت في تأليف كلمات الأغاني. فكتبت أغنية "ميشيري زيمر هز رأسه" في عام 1957، وحققت نجاحًا كبيرًا وتعتبر أول أغنية لها. كما ضم هذا العرض أغنيتها "نوا" التي قالت بأنها كتبتها عن نفسها.
كتبت ولحن أغنية "حلايلا هوليش بسديروت" التي أداها شمعون إسرائيلي في مسرحية "دابر الهاكير" على مسرح سامباتيون عام 1958.
حققت الأغاني التي كتبتها للفرق العسكرية الإسرائيليةجميعها تقريبًا نجاحًا فوريًا، مثل "شمسينيم بمشلات"، و"هاكول بيجلال مسمر" (المقتبسة من أغنية إنجليزية مشهورة)، وغيرها الكثير. وفي نفس الفترة كتبت للثنائي "دوديم" أغنيتي "كيبوي أوروت" و"شايرات هاروكفيم" والتي اختارت نشرها تحت الاسم المستعار "ألفاز". وقام شمعون إسرائيلي بتأليف الموسيقى لهذه الأغاني. بالإضافة إلى ذلك كتبت أغنية "إير ليفانا" التي أداها المغني لوليك في فيلم قصير عن تل أبيب.

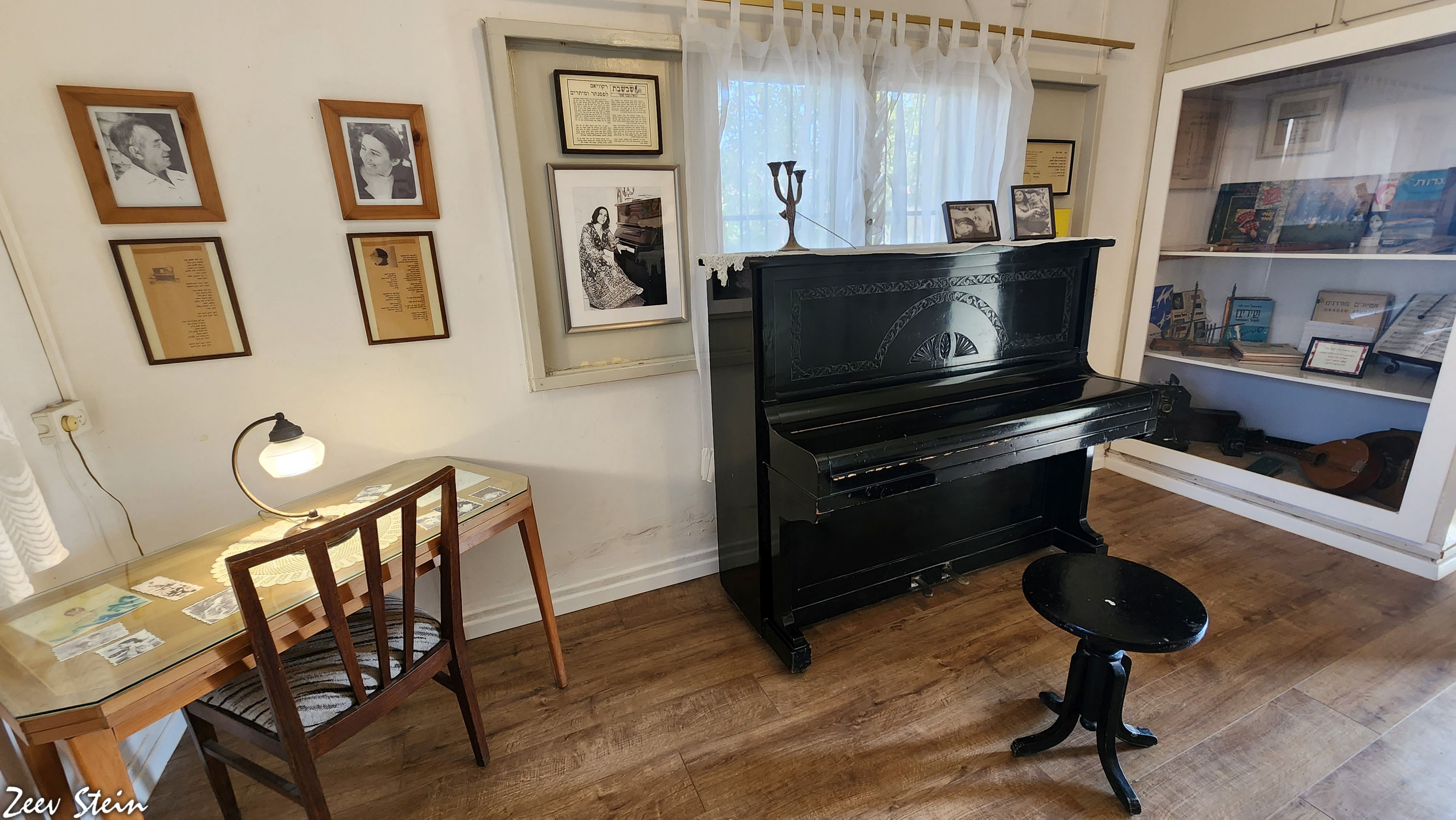
منزل نعومي شيمير

في عام 1958 كتبت "هوبا هي" "Hopa Hey" لبرنامج الجيش الإسرائيلي على راديو صوت إسرائيل. وبعد ذلك بعامين، فازت الجوقة بالجائزة الأولى في مسابقة في إيطاليا. 
وفي عام 1960 كتبت "بسادة تلتان" لفرقة القيادة الشمالية. وفي نفس العام كتبت أيضًا أغنيتي "ليل إميش" التي تؤديها شايكي ليفي و"شير حشوك" لمسرحية "عسيرت حتساديكيم". وتم إصدار الأغنية الأخيرة بعد عام من قبل فرقة تارنيغوليم Tarnegolim.
وفي نهاية عام 1960، شرعت في جولة مدتها تسعة أشهر في الولايات المتحدة. وفي عام 1962 كتبت أغنية "أخرى حشكيا باسادة" لجوقة شيريون الرجالية. ولاحقًا، تعاونت مع فرقة نحال في أغاني مثل "مشار"، "مترية بشنايم"، "مخبوئيم" وغيرها. وفي نفس العام، انفصلت عن زوجها (انفصلا رسميًا في عام 1968).
في عام 1963، كتبت "هوشات هاإيكاليبتوس" للمسرحية الموسيقية "كيتساد شوفريم خامسين"، والتي تم تقديمها كجزء من حفل تخرج الصف الأول في مدرسة كيبوتس كينيرت الابتدائية. وتستحضر الأغنية أغنية كيبوتس كينيرت حيث ولدت.  وقد أعادت غنائها المغنية عشتار في نسخة حديثة.
وفي العام نفسه، قامت بتأليف موسيقى أغنية "كنيريت" (المعروفة أيضًا باسم "شام هاري جولان")، والتي كتبتها الشاعرة راحيل، لفرقة القيادة المركزية.
في عام 1964 كتبت أغاني لأول ألبوم لفرقة ثلاثي جسر ياركون، باسم "الحب الأول"، ومنه "أهافات بوالي هابينيان"، و"سيريناد لاه"، و"أييليت أهافيم"، و"ليلى باخوف أشزيف"، والتي غنيت أيضًا في فيلم "داليا والبحارة" الذي شارك فيه الثلاثي. وفي ذلك العام سافرت إلى باريس مع ابنتها. وهناك كتبت أغانٍ تعكس تأثيرات غمائية بارزة، مثل "حائر بيعفار" (مكتوبة لثلاثي جسر ياركون)، وقدمت كلمات عبرية لأغاني فرنسية مثل "إيلو تسيبوريم" (بقلم جان بيير كالفيت وجان بروسول) و"شيلجيا" (بياض الثلج) و"عين أهافوت سميشوت" (جورج براسينز)، والعديد منها يؤديها يوسي باناي.
بعد عودة شيمير إلى إسرائيل، اقترح عليها المنتج آشر هافاكين عام 1966 تشكيل فرقة رباعية نسائية. فأسست "الأخوات شيمير"  والتي ضمت دينا غولان، وداليا أورين، وأمنا غولدشتاين، وروثي بيكال. وعملت فيها باتيا شتراوس كمديرة موسيقية. وتضمن برنامج الرباعية أغاني مثل "بيجاني" و"زيمر" ("اذهب واصعد") و"شيرو شيل أبا". ومع ذلك، واجه المشروع صعوبات مالية، مما أدى إلى إنهاءه.

### يروشلايم شيل زهاف
إحدى لحظات الذروة في مسيرة شيمير الموسيقية كانت في عام 1967 عندما كتبت أغنية "القدس الذهبية" (يروشلايم شيل زهاف). وكان تيدي كوليك عمدة القدس، قد كلف بإنتاج أغنية خاصة عن القدس لمهرجان الأغنية الذي أقيم في ذلك العام في مبنى مركز المؤتمرات الدولي، ولكن ليس كجزء من مسابقة الأغنية نفسها. وحققت الأغنية نجاحا كبيرا في المهرجان، ولاقى تفاعل الجمهور حماسا مع الأغنية. ولأداء الأغنية اختيرت مغنية شابة وغير معروفة نسبيًا تدعى شولي ناثان، وهو قرار اتخذته شيمير بناءً على توصية ابنتها لالي، لأن صوت ناثان السوبرانو الواضح نال إعجابها.
وبعد ثلاثة أسابيع من ظهور الأغنية لأول مرة في المهرجان، اندلعت حرب الأيام الستة، وبعدها تم توحيد القدس تحت السيطرة الإسرائيلية. بعد ذلك أضافت شيمير بيتا جديدا للأغنية وصفت فيه الوضع قبل الحرب وبعدها. وعلى النقيض من "إيخا يافشو بوروت همايم" (كيف جفت الينابيع) و"فيين بوكيد وهار هبايت" (ولا أحد يميل إلى جبل الهيكل)، أعلن البيت الجديد "شازارنو البروت همايم" (نحن عادوا إلى الينابيع) و"شوفار كور بيهار حبايت" (ضربات شوفار على جبل الهيكل). وفي الأشهر التي تلت الحرب وفي سنوات ما بين الحربين، حققت الأغنية شهرة كبيرة وأصبحت بمثابة نشيد ثانوي، حتى أن البعض دعا إلى أن يصبح النشيد الوطني الجديد.  
منذ "القدس الذهبية" أصبحت شيمير في نظر الكثيرين "كاتبة الأغاني الوطنية" التي يُعتقد أنها تعكس القيم والتعابير الروحية في إسرائيل من خلال ألحانها.
قامت شيمير بكتابة الأغاني وتلحينها بنفسها، وقامت بتلحين قصائد شهيرة، مثل قصائد الشاعرة الإسرائيلية ريتشيل بلوستين والأمريكي والت ويتمان. كما قامت أيضًا بترجمة وتعديل الأغاني الشعبية إلى العبرية، مثل "لو يهي" وهي مقتبسة من أغنية البيتلز "فليكن" Let It Be في عام 1973. 
في مايو 2005، ذكرت صحيفة هآرتس أن شيمير اعترفت في رسالة إلى جيل ألديما بأنها سمعت أغنية ذات موسيقى شعبية باسكية قديمة ("بيلو جوكسيبي" يؤديها باكو إيبانيز) واستلهمت منها دون وعي عند تأليف لحن “القدس الذهبية”.   ونفت شيمير خلال حياتها مزاعم السرقة الأدبية ووصفت اقتباس اللحن الباسكي لأغنيتها بأنه "حادث مؤسف". وزعمت أن ذلك سبب لها ضائقة كبيرة، بل وساهم في مرضها. ولم يرى الباحث في الأغنية العبرية إلياهو هاكوهين سرقة أدبية في لحن "القدس الذهبية" بل تأثيرا مقبولا في كتابة الأغاني. وعن رد شيمير قال: "برأيي، تعطي نعومي وزنا كبيرا لتأثير الأغنية الباسكية في إبداعها، وربما كان ذلك يضايقها طوال هذه السنوات، وعندما كانت بالفعل في موقف صعب، قالت لـ بنفسها: "سأتحدث، وسوف يفيدني ذلك".  بمعنى آخر، كان يعتقد أن تعبير شيمير في الرسالة كان في المقام الأول متنفسًا عاطفيًا.
قامت نعومي شيمير بأداء الأغنية بنفسها، وبعد ذلك قام العديد من المطربين بتسجيلها، بما في ذلك عوفرة حازة، يافا يركوني، ران إليران، وغيرهم.
وفقًا لأكوم ACUM (جمعية حقوق الطبع والنشر الإسرائيلية)، هناك أكثر من 300 نسخة مختلفة من الأغنية. وتمت ترجمتها إلى العديد من اللغات بما في ذلك الإسبرانتو. وتشمل العروض البارزة للأغنية باللغات الأجنبية تلك التي قدمتها يافا ياركوني (الإسبانية)، ديفيد إيشيت (اليديشية)، وآخرون. أصبحت الأغنية أيضًا أغنية للأطفال في أداء أوسنات باز في أسطوانة "أرض إسرائيل". واختتم فيلم "قائمة شندلر" بالنسخة الأصلية التي أدتها الجوقة.

### من حرب الأيام الستة إلى حرب يوم الغفران

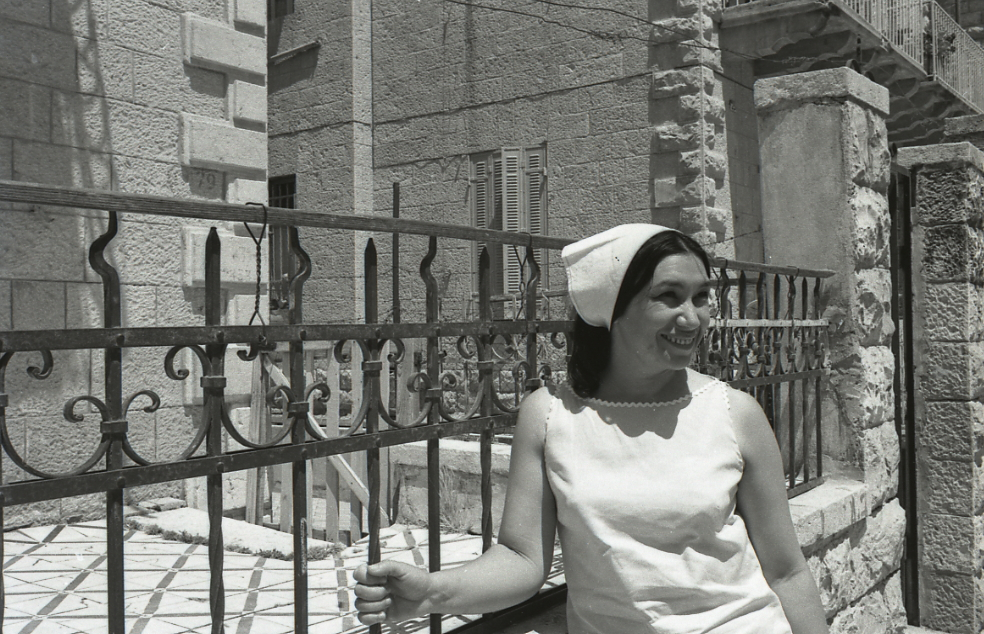
نعومي شيمير في القدس عام 1967

وفي بداية عام 1968 أصدرت كتابها الأول "كل الأغاني" والذي ضم 42 أغنية لها. وفي الوقت نفسه تمت دعوتها إلى الولايات المتحدة للحصول على درجة فخرية عن "القدس الذهبية" من المنظمة النسائية في جامعة يشيفا.
أقيم الحفل في أوائل مارس 1968 كجزء من حفل عشاء احتفالي في فندق والدورف أستوريا في مانهاتن. وعقب الحفل، انطلقت في جولة استمرت عدة أسابيع، زارت خلالها مدنًا رئيسية في الولايات المتحدة وكندا. وفي كل مجتمع يهودي زارته، أقامت عرضًا مدته ساعة واحدة، حيث أدت أغانيها بينما كانت تعزف بنفسها على البيانو.

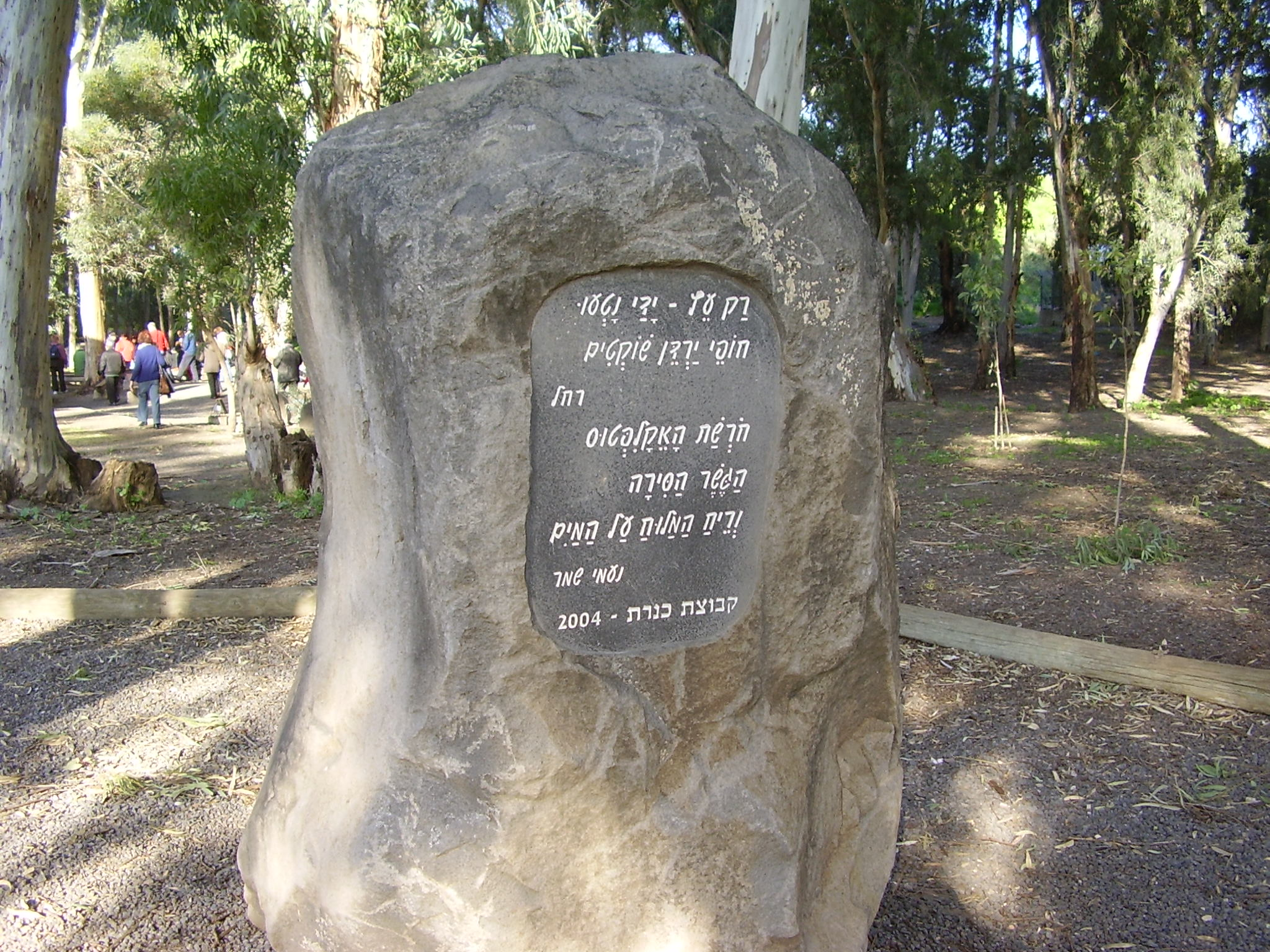
بستان شجرة الكينا يحمل اسم الشاعرة نعومي شيمير

بين حرب الأيام الستة وحرب يوم الغفران، واصلت شيمير كتابة الأغاني، ومنها "كلانا من نفس القرية"، "في "قبضة الناحال في سيناء"، و"أن تغني هذا مثل أن تكون الياردن") و"في مديح ماعوز"، و"في أرض الأشياء التي لم تحدث أبدًا".
في برنامج فرقة ناحال "الناحاليم قادمون" الذي تم بثه عام 1967، أدخلت أغنية "فالس للدفاع عن النباتات". وكانت قد كتبتها في الأصل لفرقة "الأخوات شيمير"، لكن فرقة ناحال كانت أول من قام بتسجيلها.
بعد زيارة إلى معاقل ناحال في سيناء عام 1968، كتبت شيمير أغنية "في معقل ناحال في سيناء" لفرقة الناحال. قامت بأداء الأغنية ميري ألوني. وفي عام 1969، سجلت فرقة القيادة المركزية أغنيتها "كلانا من نفس القرية"، والتي كانت قد كتبتها قبل ثلاث سنوات. وفي نفس العام قامت بتأليف أغنية "لقاء لا نهاية له" لفرقة شلوشاريم.
وفي عام 1969، تزوجت من المحامي موردخاي هورويتز، وفي عام 1970 ولد ابنهما أرييل هورويتز الذي أصبح ملحنًا ومغنيا.
كتبت شيمير أغنية "العم حدريش" ("على مفترق الطرق" لفرقة البحرية في عام 1971. وكتبت في نفس العام أغنية "شير سييوم" ("أغنية نهائية")، اقتباسا من لحن مانوس هاتزيداكيس، للمغني حافا ألبرتشاين. وخلال عيد حانوكا في ذلك العام، زارت شيمير شبه جزيرة سيناء، واستلهمت من هذه الزيارة، وكتبت أغنية ("الثناء على المعقل") لفرقة القيادة الجنوبية.
في عام 1972، صدر ألبوم "شافورات بيموت" الذي يضم أغاني لشيمير تمثل أفضل أعمالها في فترة ما بعد حرب الأيام الستة.
في القسم الفني لمهرجان اللحن والأغنية في نفس العام، قام ثلاثي هغاشاش هاخييفر بأداء أغنية شيمير "Yesh Li Chag" ("لدي عطلة"). وصدرت أغنية أخرى لشيميرفي ذلك العام وهي ترجمة لأغنية جاك بريل "L'amour Est Mort" ("الحب مات") وأداها يوسي بناي.
قبل وقت قصير من حرب يوم الغفران، كتب شيمير "لو يهي" ("ليكن"). وكتبت تلك الأغنية كنسخة عبرية من أغنية البيتلز May It Be "فليكن"، ولكن عندما قدمت الأغنية للمغنية تشافا ألبرشتاين، قال لها زوجها مردخاي هورويتز، الذي كان قد عاد للتو من الخدمة الاحتياطية، "أنا لن أدعك تضيعي الأغنية على لحن أجنبي، هذه حرب يهودية، وستكتب لها لحناً يهودياً". فأضافت نعومي شيمير لحنًا جديدًا للكلمات، وأصبحت الأغنية أحد رموز الحرب، خاصة بأداء ثلاثي هغاشاش هاخييفر وأداء شافا ألبرشتاين. وقام بأداء الأغنية العديد من المطربين الآخرين.

## جوائز

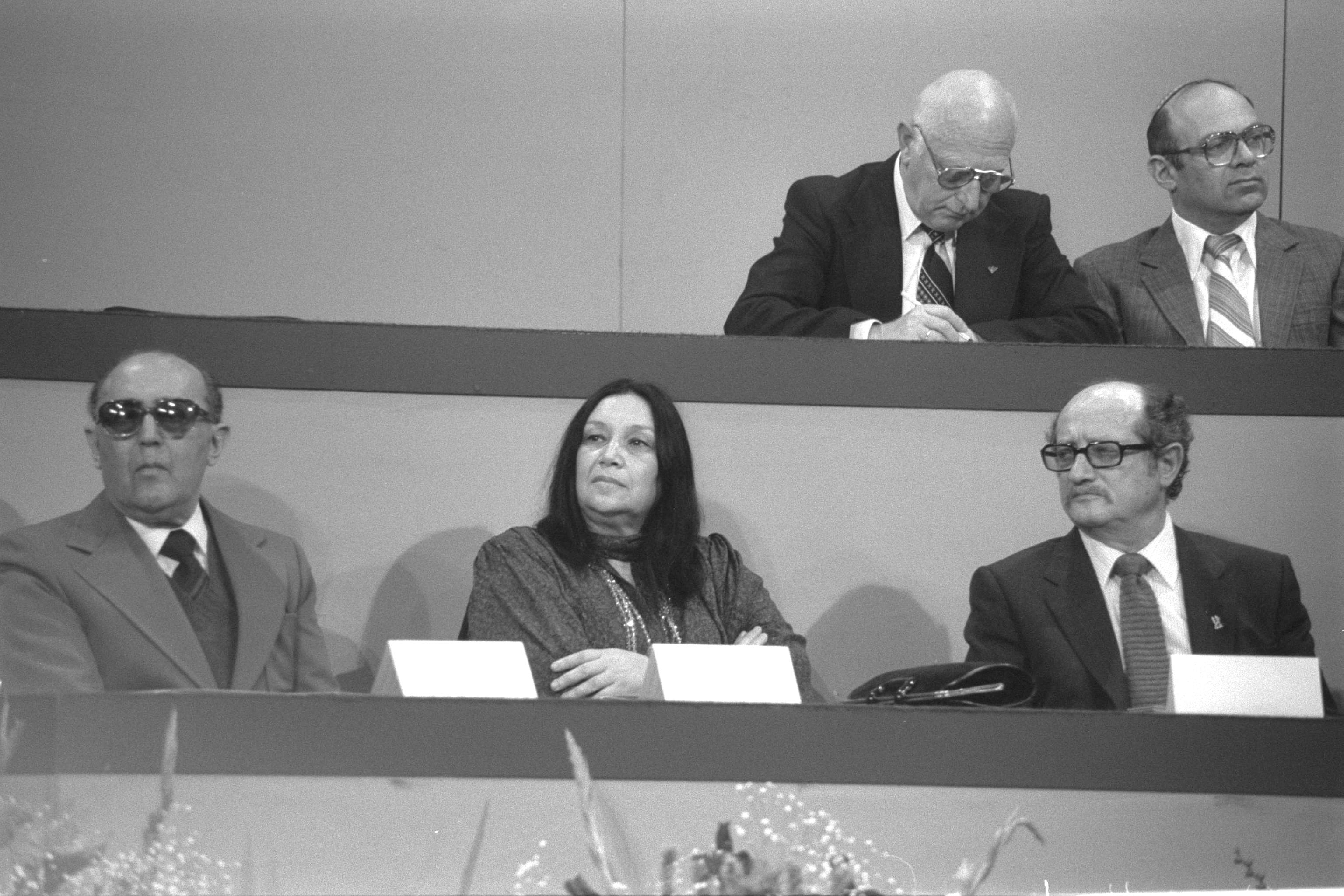
الفائزون في حفل توزيع جوائز إسرائيل لعام 1983، في عيد استقلال إسرائيل الخامس والثلاثين. من اليمين إلى اليسار: حاييم خيفير، نعومي شيمير، وموشيه ويلينسكي

في يناير 1983، حصلت على وسام جابوتنسكي للأدب والبحث في حفل أقيم في متحف تل أبيب.
وفي العام نفسه، حصلت شيمير على جائزة إسرائيل للموسيقى الإسرائيلية. وقالت لجنة التحكيم: "إن جائزة إسرائيل للموسيقى الإسرائيلية مُنحت لنعومي شيمير عن أغانيها التي تجد طريقها إلى قلوب الجميع، بسبب جودتها الشعرية والموسيقية، والتكامل الرائع بين الكلمات واللحن، و التعبير الذي يطلقونه على همسات قلوب الناس." بالإضافة إلى ذلك، حصلت على الدكتوراه الفخرية من الجامعة العبرية ومعهد وايزمان، بالإضافة إلى الجنسية الفخرية من تل أبيب.

## تراجع شهرتها
بين منتصف السبعينيات ومنتصف الثمانينيات، اشتد الاستقطاب بين اليمين واليسار الإسرائيلي، على خلفية حرب يوم الغفران، والاضطرابات السياسية عام 1977، ومعاهدة السلام الإسرائيلية المصرية التي تضمنت الانسحاب من سيناء، وحرب لبنان الأولى، وحرب لبنان الأولى واندلاع الانتفاضة. ظلت أغاني شيمير مشهورة طوال معظم هذه الفترة. وفي منتصف الثمانينيات، بدأ الجمهور يربطها أكثر باليمين السياسي، وتقلصت هالتها المهيبة في أعين بعض الناس، وانتقدها العديد من الشخصيات العامة والفنانين ووبخوها بشدة.

## اغتيال رابين
في عام 1995، عقب اغتيال رئيس الوزراء اسحق رابين، قامت نعومي شيمير بترجمة أغنية "هو راف هوفيل" - أغنية الشاعر الأمريكي والت ويتمان " يا كابتن! كابتنتي! " التي كتبت بعد اغتيال أبراهام لنكولنوتخليدا لذكراه قبل مائة وثلاثين عاما. ورأت نعومي شيمير أن الكلمات مناسبة للتعبير عن ألمها وألم الناس في الفترة التي تلت الاغتيال. فقامت بترجمة الأغنية إلى العبرية ولحنها وغنتها لأول مرة المطربة ميتال طرابلسي في ذكرى اغتيال رابين.

## غناؤها
لم يكتف شيمير بالكتابة والتلحين فقط؛ طوال حياتها المهنية، عملت أيضًا كمغنية. على الرغم من أنها لم تتميز بصوتها، وكان أداءها غالبًا ما يُنظر إليه على أنه أقل إثارة للإعجاب من أولئك الذين أدوا أغانيها، إلا أنه كان من المهم بالنسبة لشيمير أن تتواصل مع جمهورها وتكسب محبتهم.

## وفاتها

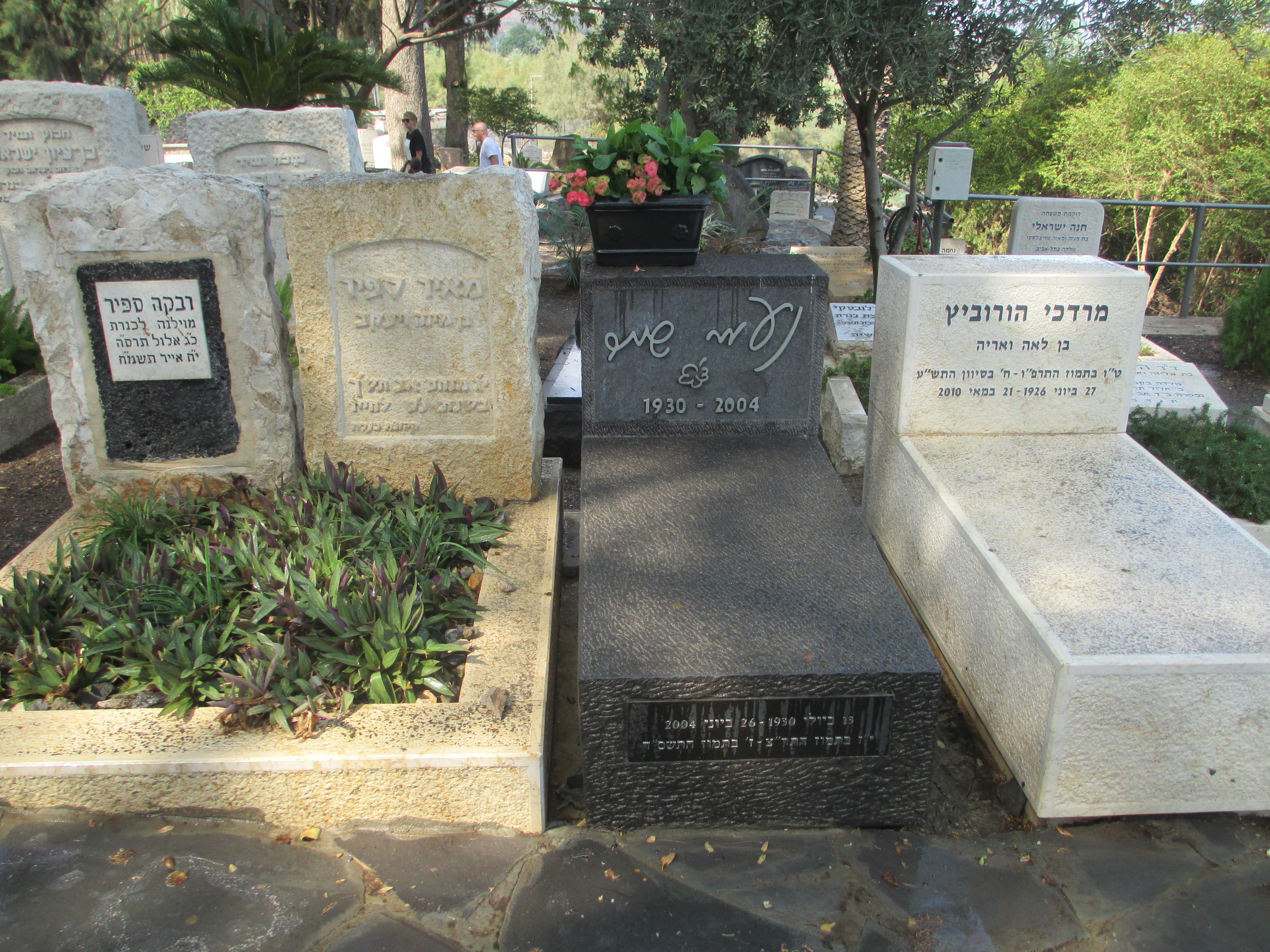
أربعة قبور متجاورة في مقبرة طبريا: مردخاي هورويتز (زوج نعومي شيمير الثاني)، نعومي شيمير، مائير وريفكا سافير (والدا نعمي شيمير)

وفي نهاية السبعينيات، عانت شيمير من مرض السكري ومضاعفاته، مما أدى إلى فقدانها الكثير من الوزن، مما أثار مخاوف بشأن صحتها. وبعد عشرين عاماً، أصيبت بمرض السرطان، مما أدى إلى وفاتها في 26 حزيران (يونيو) 2004، في التاسع من شهر تموز اليهودي. وقبل سنوات من وفاتها، كتبت شيمير أغنية "حزين لأموت في منتصف تموز" قبل أن تخضع لعملية جراحية ضرورية.
ودُفنت نعومي شيمير في مقبرة طبريا، بالقرب من كيبوتس طبريا حيث ولدت، إلى جانب والديها مائير وريفكا سافير. وبناءً على طلبها، غنى الموسيقار دودو الهرار في جنازتها أربع أغنيات من تأليفها: "كنيريت" ("شام هاري جولان" للشاعرة ريتشيل بلوستين)، و"هرشات هيكالبتوس"، و"لاشير زيه كمو لحيوت يردن"، و"نوا".
ودُفنت شيمير في مقبرة كفوتسات طبريا، مكان ميلادها. إلى جانبها دفن العديد من المنظرين الاشتراكيين ورواد الموجتين الثانية والثالثة من الهجرة. ودُفنت بالقرب من الشاعرة الإسرائيلية الشهيرة ريتشيل بلوستين، بناء على رغبة شيمير. 
بعد وفاتها، أصبح قبر نعومي شيمير والمنزل الذي كانت تعيش فيه موقع حج للإسرائيليين الذين أرادوا تكريم المرأة التي جسدت "أرض إسرائيل الجميلة" في أغانيها وألحانها.

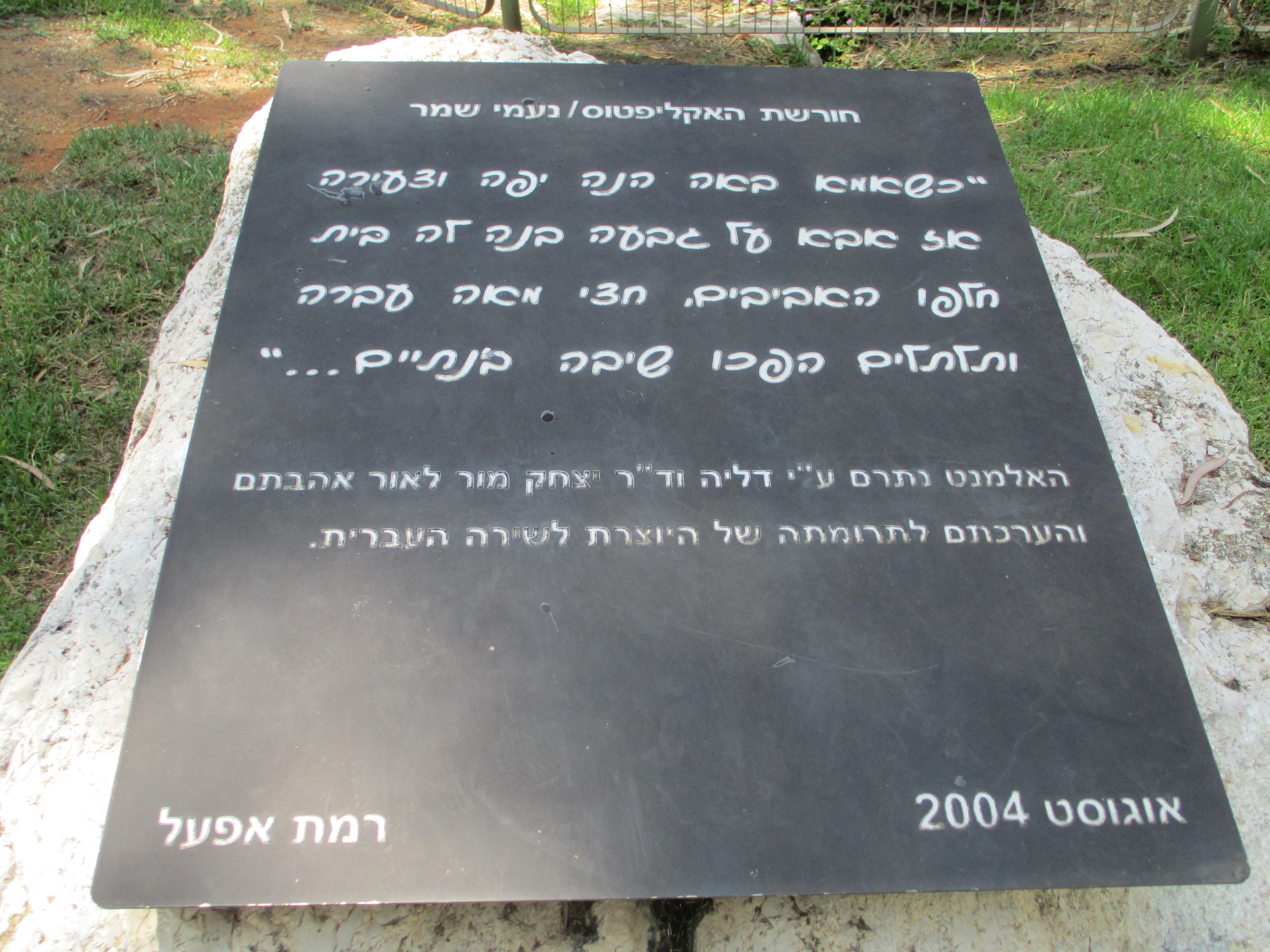
تكريم لنعومي شيمير في بستان الأوكالبتوس في رمات إفال

## إرثها
سميت شوارع باسمها في عدة مدن، منها: كريات موتسكين، هرتسليا، حولون، جفعات شموئيل، بئر يعقوب، كريات بياليك، كفار سابا، وبئر السبع، وكذلك مدارس ابتدائية. وبالإضافة إلى ذلك، تم تسمية نفق جبل المشارف في القدس باسمها.  وفي عام 2005، أصدرت شركة العملات والميداليات الحكومية الإسرائيلية عملات فضية وذهبية تشبهها.
في عام 2010، سلمت عائلة نعومي شيمير أرشيفها وتراثها الفني إلى مكتبة إسرائيل الوطنية، التي التزمت بجعله في متناول الجميع.
في عام 2012، تم عرض فيلم "الريح، الظلام، الماء" للمخرج ياهالي غات على القناة الأولى. ويتتبع الفيلم إبداعات شيمير على مر السنين وتأثيرها على المجتمع والثقافة الإسرائيلية.

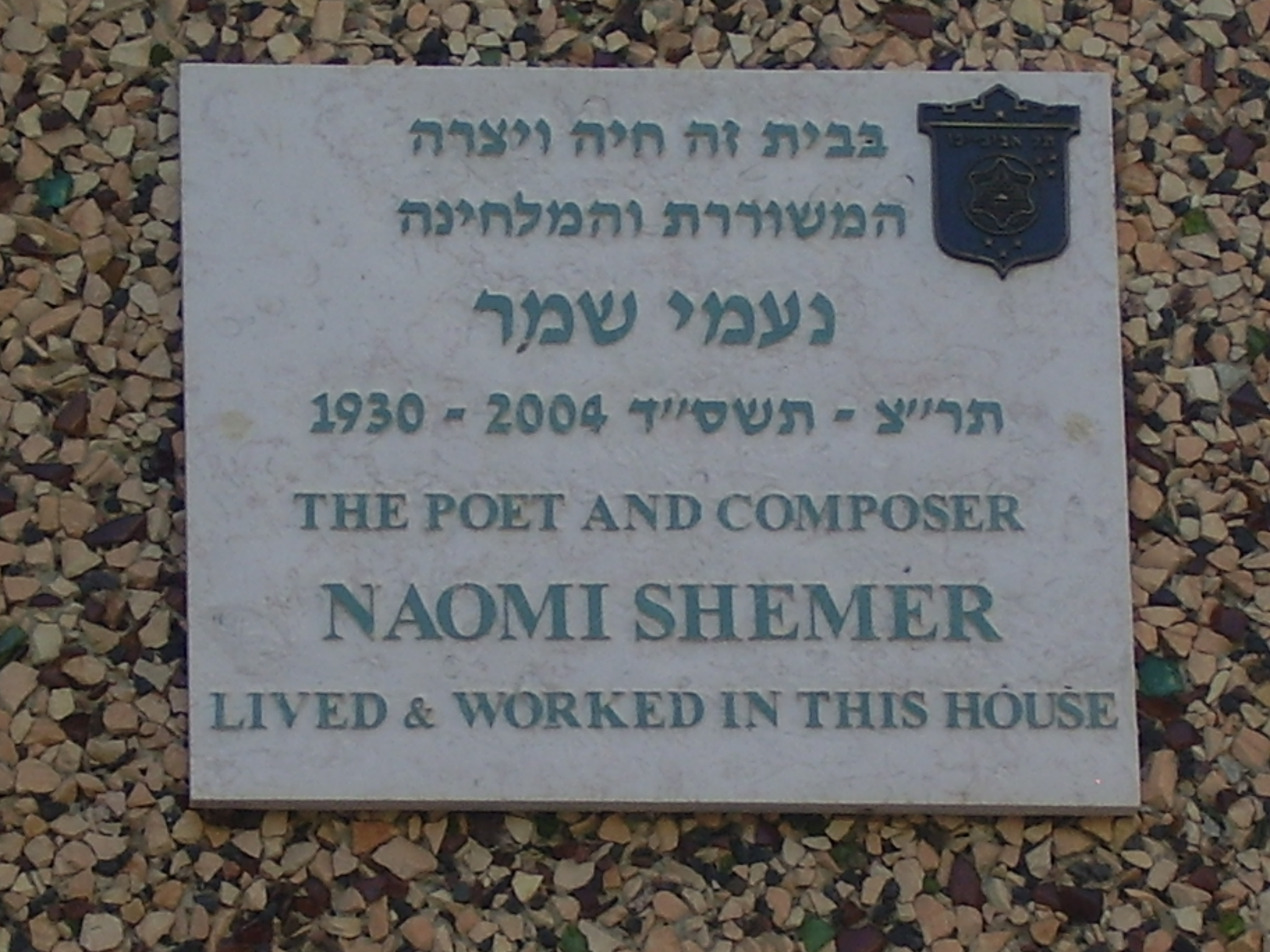
لوحة تذكارية لنعومي شيمير على منزلها في تل أبيب

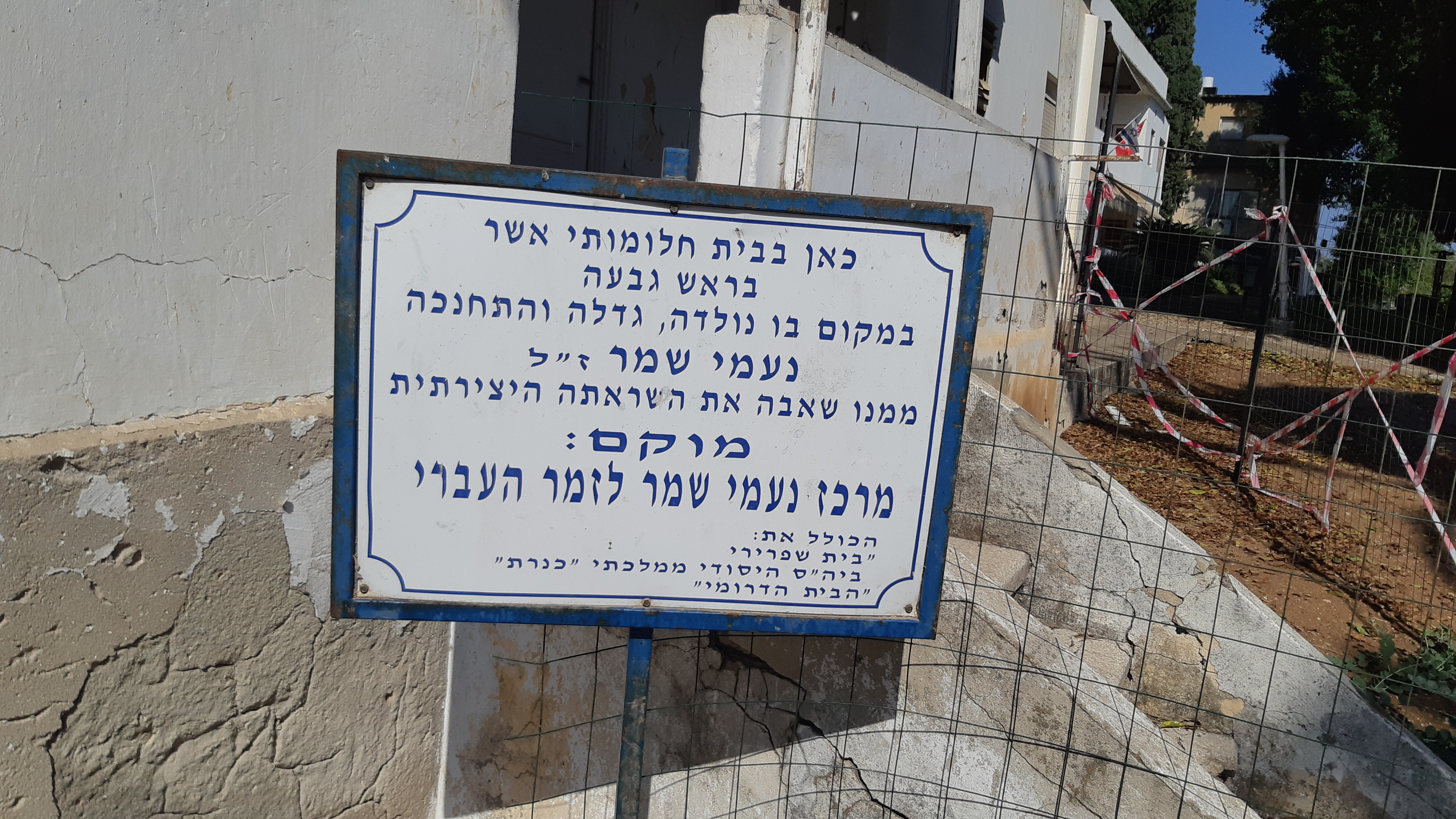
مركز نعومي شيمير للشعر العبري

في عام 2017، عُرضت المسرحية الموسيقية "سيماني ديريخ" (إشارات الطريق) لأورين ياكوبي وجيورا ياهالوم على مسرح هابيما. وتروي قصة شيمير منذ شبابها وحتى سنواتها الأخيرة.

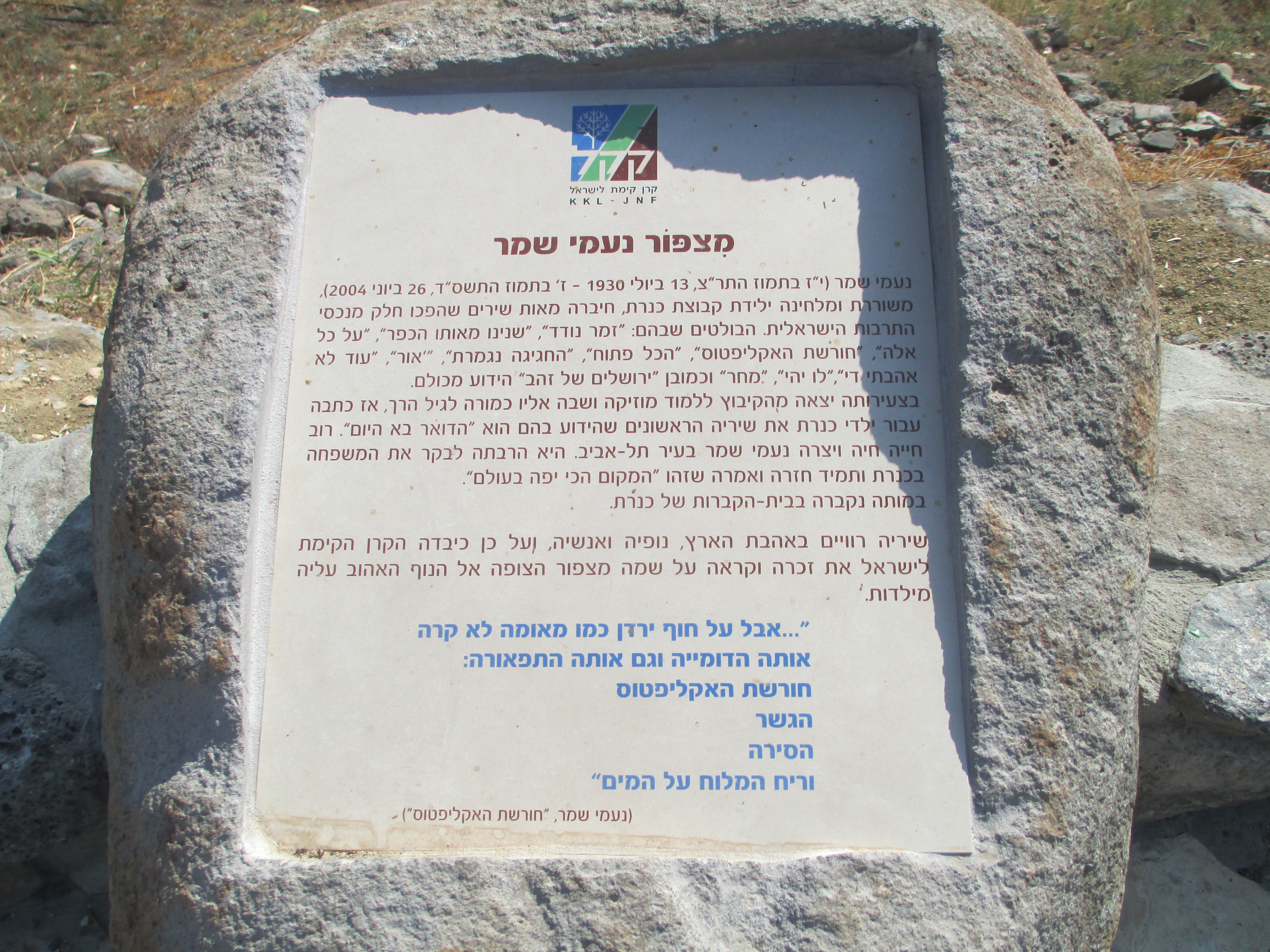
نصب تذكاري لتخليد ذكرى نعومي شيمير في عين جيف

في عام 2021، تم افتتاح "درب نعومي شيمير" في متنزه رمات غان الوطني،  مع لافتات موسيقية وشروحات حول الأغاني.
في يونيو 2021، تم الانتهاء من إنتاج الأغنية الجديدة "هاجفيرا مول هاغام" (سيدة البحيرة) التي كتبها يائير لابيد. وهذه الأغنية مستوحاة من قصة حياة نعومي شيمير احتفالاً بعيد ميلادها التسعين. وهي من تلحين كوبي أوشرات وأداء ميكي غابريلوف ويغال باشان.
في يونيو 2022، قام أعضاء " زيهو زي! "، جيدي جوف، دوف جليكمان، موني موشونوف، وآفي كوشنير، بتسجيل أغنية "نعومي، إلا مي"، وهي أغنية تتضمن الحنين إلى شيمير من تأليف وألحان كوبي لوريا، بمناسبة مرور 18 عامًا على رحيلها.

## عائلتها
تزوجت لأول مرة من الممثل غدعون شيمير وأنجبت منه ابنة اسمها لالي. ثم تطلقت منه، وتزوجت لاحقًا من المحامي مردخاي هورويتز. وأنجبا ابنا هو أرييل هورويتز، الذي أصبح موسيقيًا. 

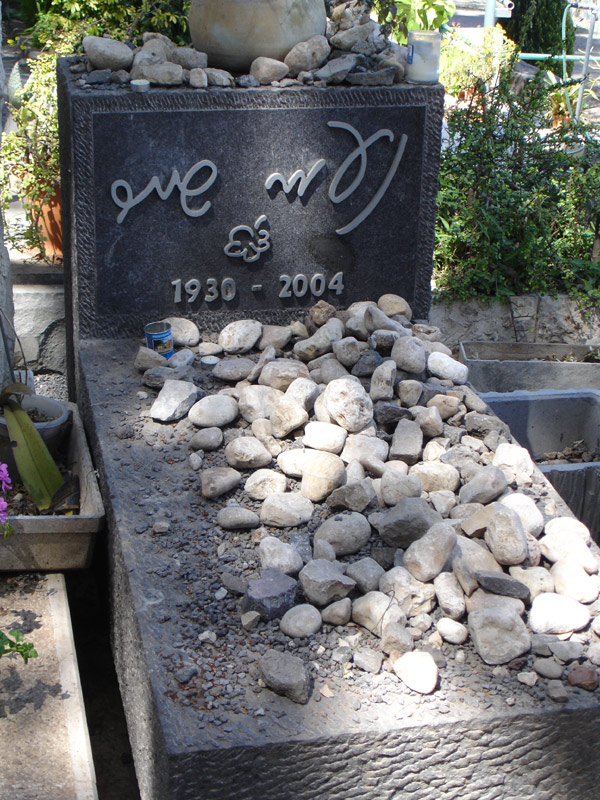
قبر كاتبة الأغاني الإسرائيلية نعومي شيمير على شواطئ بحيرة طبريا (طبريا). يترك الزوار الحجارة تماشيا مع العادات اليهودية القديمة.

في عام 2011، تم تغيير اسم نفق يبلغ طوله 650 مترًا في القدس من جبل المشارف إلى وادي الأردن تكريمًا لها إلى نفق نعومي شيمير. 

## تحديد الهوية السياسية
عرفت شيمير على مر السنين بمواقف سياسية متحالفة مع اليمين السياسي وحركة غوش إيمونيم، خاصة بعد زواجها من مردخاي هوروفيتس، الذي كانت مواقفه مماثلة. 
انتقد البعض أغنية "القدس من ذهب" بسبب "غياب" العرب الذين عاشوا في القدس الشرقية عن الأغنية ("ساحة السوق فارغة"، "لا أحد ينزل إلى البحر الميت "). ردت شيمير على ذلك على مر السنين: "هذه الحجة تثير في نفسي غضبا رهيبا، وكأن الإنسان يفتقد محبوبته، فيذهب إلى طبيبه النفسي [...] فيقول له الطبيب النفسي: لا". لا تقلق، فهي ليست وحيدة في السرير "... العالم الخالي من اليهود، بالنسبة لي، يشبه النجم الميت، وأرض إسرائيل، الخالية من اليهود، هي بالنسبة لي مقفرة وخالية". 

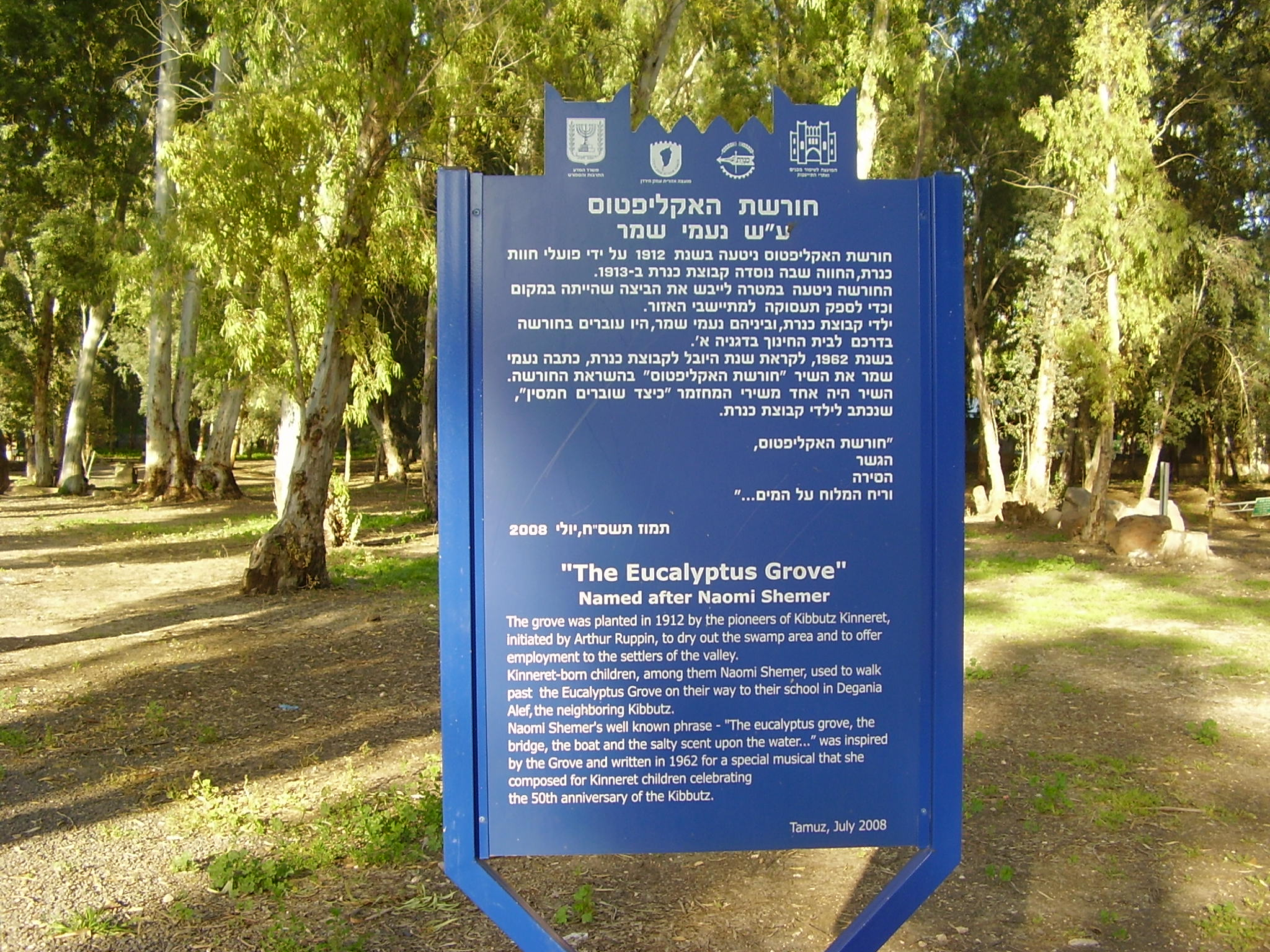
بستان الأوكالبتوس الذي يحمل اسم الشاعرة نعومي شيمير، بالقرب من كيبوتس طبريا

في أغنية "القرش" التي كتبت عام 1975 على خلفية توقيع الاتفاقية المؤقتة بين إسرائيل ومصر عام 1975،  يصف شيمير لقاءً بين سمكة قرش وسمكة سردين. يريد السردين السلام بأي ثمن، لكن القرش يتجاهله. في النهاية، يعلن السردين ("دبلوماسي عظيم")، "في مقابل سلام استثنائي، أنا على استعداد لتقديم كل شيء". ويلتهمها القرش: 'قال السلام - كشر عن أسنانه - وحوّل السردين إلى فريسة'. أثارت هذه الأغاني جدلاً عامًا   وتظهر في كتاب أغاني شيمير، لكنها لم تتلق الكثير من البث على شبكات الراديو وواجهت انتقادات من اليسار. 
وفي يوليو/تموز 1976، نشرت ردًا على منتقديها كتبت فيه: "  انهال عليّ سيل من الشتائم والمنع والإدانات منذ أن عبرت عن رأيي بصوت عالٍ، قبل أقل من عام... أنا لست عضوا في أي حزب، كما أنني لست جزءا من حركة استكمال إسرائيل الكبرى... أنا أؤمن بعدالة الصهيونية. هذا كل شيء".
وفي الفترة التي دار فيها النضال ضد الانسحاب من سيناء، أعربت شيمير عن دعمه لسكان منطقة ياميت وغنت أغنية "الكول إيلي" (لكل هؤلاء) التي تتضمن أغنية "النا تاكور نيتو". (لا تقتلع ما زرعت). أصبحت الأغنية رمزًا، على الرغم من أنها كتبت في الأصل كتشجيع خاص لأختها روث نوفاسباوم بعد وفاة زوجها. 
ويزعم البعض أنه من الواضح في الأبيات غير المألوفة لهذه الأغنية، والتي تم حظرها لاحقًا، أن الأغنية كانت تهدف إلى معارضة الانسحاب من سيناء.  وبعد إخلاء ياميت، أدركت أنها لم تعد قادرة على التأثير، فقررت عدم التدخل أكثر في القضايا العامة.

## جوائز
في عام 1983 حصلت شيمير على جائزة إسرائيل للأغنية العبرية. 

## روابط خارجية
- نعي نعومي شيمير، الاتحادات اليهودية
- تيكون تورونتو